# Václav Bolemír Nebeský
Václav Bolemír Nebeský, född 18 augusti 1818 i Kokořín, död 17 augusti 1882 i Prag, var en tjeckisk författare och filolog.
Nebeský studerade en tid medicin, men ägnade sig slutligen helt åt litteraturen samt bjöd till en början på dikter (Protichudci, 1844) och kritiska uppsatser. Till sin allmänna riktning var han romantiker (han rönte i synnerhet starkt inflytande av Nikolaus Lenau). År 1847 blev han indragen i det politiska livet, arbetade som publicist och blev medlem av riksrådet, men nedlade sitt mandat. Åren 1850–61 var han Tjeckiska museets sekreterare och redaktör av dess årsbok ("Casopis"), i vilken han publicerade sina kritisk-historiska uppsatser och analyser av bland annat Alexandersagans tjeckiska version, Tristan och Isolde samt legender. Han skrev Tjeckiska museets historia på tyska och tjeckiska (1868). För övrigt översatte han Aischylos, Aristofanes, Plautus, Terentius, spanska romanser och nygrekiska folkvisor samt skrev om bland annat William Shakespeare, den grekiska tragedin, Kalevala och episk folkdiktning.